# In for a Penny, In for a Pound
In for a Penny, In for a Pound ist ein Jazzalbum von Henry Threadgill. Die am 8. und 9. Dezember 2014 in Brooklyn entstandenen Aufnahmen erschienen im Mai 2015 auf Pi Recordings. Threadgill erhielt für In for a Penny, In for a Pound im Jahr 2015 den Pulitzer-Preis für Musik.

## Hintergrund
Die Musik für seine Band Zooid – Threadgills wichtigstes Instrument in den letzten 14 Jahren vor diesem Album und die am längsten laufende Band seiner zu diesem Zeitpunkt über 40-jährigen Karriere – ist nicht weniger als sein Versuch, die Standardform des Jazz vollständig zu dekonstruieren und die improvisatorische Sprache in Richtung auf ein völlig neues System zu lenken, das auf vorgefassten Intervallreihen basiert. Seine Kompositionen schaffen eine polyphone Plattform, die jeden Musiker ermutigt, mit einem Ohr für Kontrapunkt zu improvisieren und dabei auffallende neue Harmonien zu schaffen, heißt es in den Liner Notes.
Das neue Werk, das Threadgill ein „Epos“ nennt, umfasst vier Hauptsätze, die speziell für jeden der Musiker in Zooid geschrieben wurden: „Ceroepic“ für Elliott Kavee an Schlagzeug und Perkussion, „Dosepic“ für Christopher Hoffman am Cello, „Tresepic“ für José Davila an Posaune und Tuba und „Unoepic“ für Liberty Ellman an der Gitarre. Sie werden durch ein kürzeres Stück („In for a Penny, In for a Pound“) eingeleitet und sind verbunden durch ein Exordium („Off the Prompt Box“). Threadgills eigenes Altsaxophon, Flöte und Bassflöte sind in jedem Abschnitt verwoben. In for a Penny, In for a Pound verwendet, wie schon zuvor all seine Musik für Zooid, als Strategie Threadgills eigener Methode: ein Satz von drei Notenintervallen, die jedem Spieler zugewiesen werden und als Ausgangspunkt für die Improvisation dienen. Obwohl dies auf den ersten Blick einfach erscheinen mag, verschmelzen und kollidieren die Noten, die auf jedem Instrument gespielt werden, abwechselnd, wodurch überraschende Akkorde und Harmonien auf der Stelle entstehen. Nicht von akkordischen Vorurteilen zusammengehalten, ist das Ergebnis echte, improvisierte vierstimmige Polyphonie. Über diese Musik sagte Liberty Ellman:

„Henry [Threadgill] erweitert die Formen und schreibt abwechslungsreicheres thematisches Material. Dynamischer und klanglicher Kontrast entsteht, wenn Ensemble-Vignetten im Handumdrehen zu spärlichen Monologen oder Gruppenimprovisationen werden.“

Die ursprüngliche Bedeutung des Albumtitels war eine Mahnung wegen Schulden, wobei es bedeutete, dass jemand, der nur einen Cent schuldet, genauso gut ein ganzes Pfund schuldet. Eine frühe Verwendung des Ausdrucks findet sich in Thomas Ravenscrofts Canterbury Guest (erschienen 1695), einem komischen Stück. Die Redewendung wurde zu einem Ausdruck der Straßenkultur der 1970er Jahre, der bedeutet: „Wenn du überhaupt ein Risiko eingehen willst, kannst du es genauso gut zu einem großen Risiko machen.“
Erst sieben Jahre später setzte Threadgill mit Poof (2021) die Arbeit mit seinem Bandprojekt Zooid fort.

## Titelliste

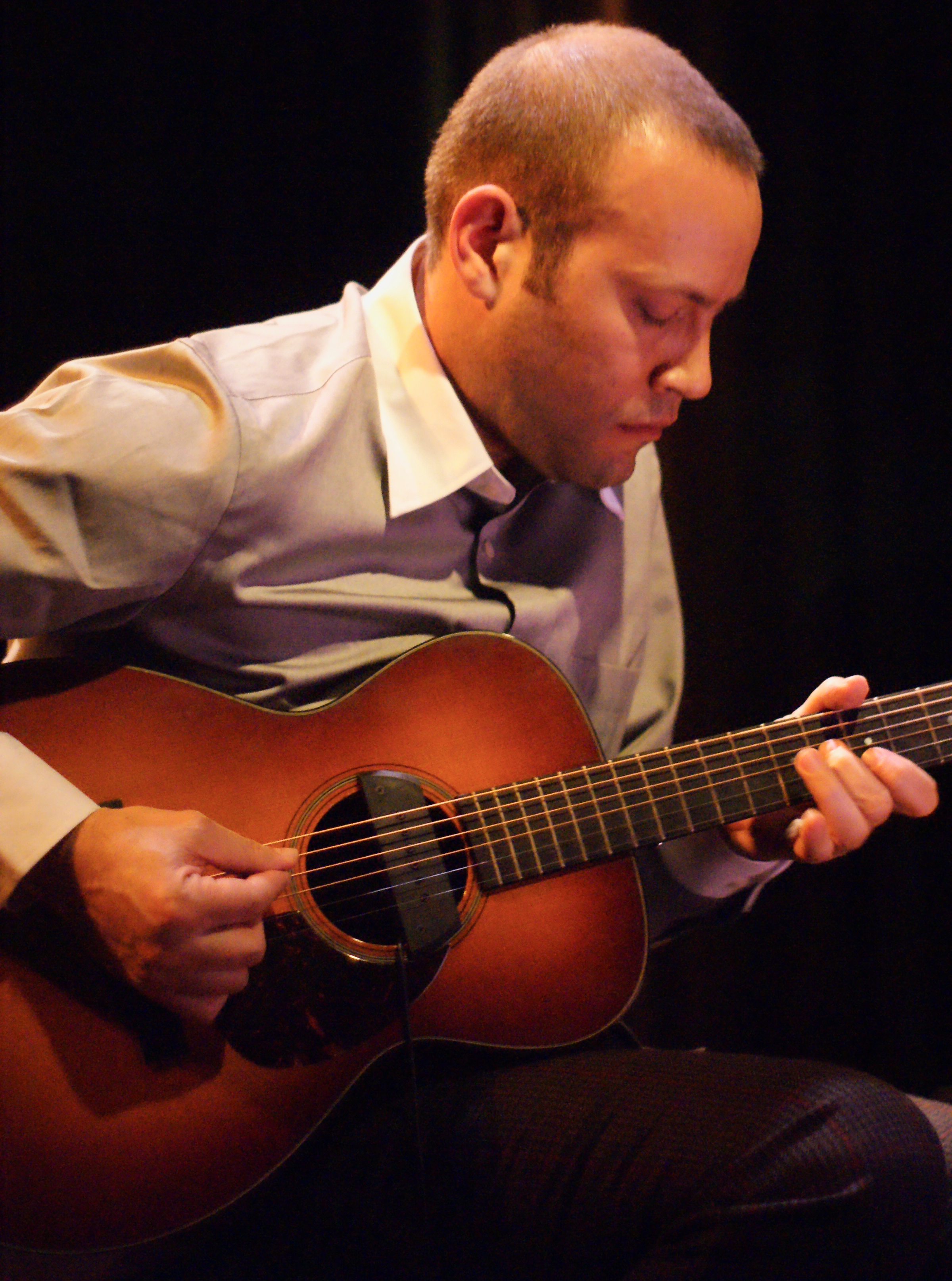
Liberty Ellman bei einem Auftritt mit Henry Threadgill & Zooid 2011

- Henry Threadgill Zooid: In for a Penny, In for a Pound (Pi Recordings PI58)[4]
- CD1
  1. In for a Penny, In for a Pound (Opening) 4:36
  2. Ceroepic (For Drums and Percussion) 19:38
  3. Dosepic (For Cello) 16:00
- CD2
  1. Off the Prompt Box (Exordium) 3:36
  2. Tresepic (For Trombone and Tuba) 17:26
  3. Unoepic (For Guitar) 17:57

Die Kompositionen stammen von Henry Threadgill.

## Rezeption
Thom Jurek verlieh dem Album in Allmusic vier Sterne und schrieb, Threadgills Gruppe Zooid, eine seiner langlebigsten Bands, die 2001 mit Up Popped the Two Lips zum ersten Mal ins Leben gerufen wurde, habe sich durchweg als seine befriedigendste erwiesen. In Threadgills raffinierten, kniffligen, avantgardistischen und doch irgendwie zugänglichen Kompositionen könne man bemerken, dass das Instrument, auf das man sich konzentriert, zum Katalysator für einen Dialog – sowohl arrangiert als auch improvisiert – zwischen den einzelnen Instrumenten und dem gesamten Ensemble werde. Dies sei eine Interpretation von Kammerjazz des 21. Jahrhunderts. In for a Penny, In for a Pound leide nicht unter akademischer Haltung, übermäßigem Ehrgeiz oder theoretischem Nabelblick. Tatsächlich sei es aufgrund seiner Länge bemerkenswert einladend, ohne seinen Sinn für Experimentierfreude oder Zielstrebigkeit beeinträchtigen zu müssen.

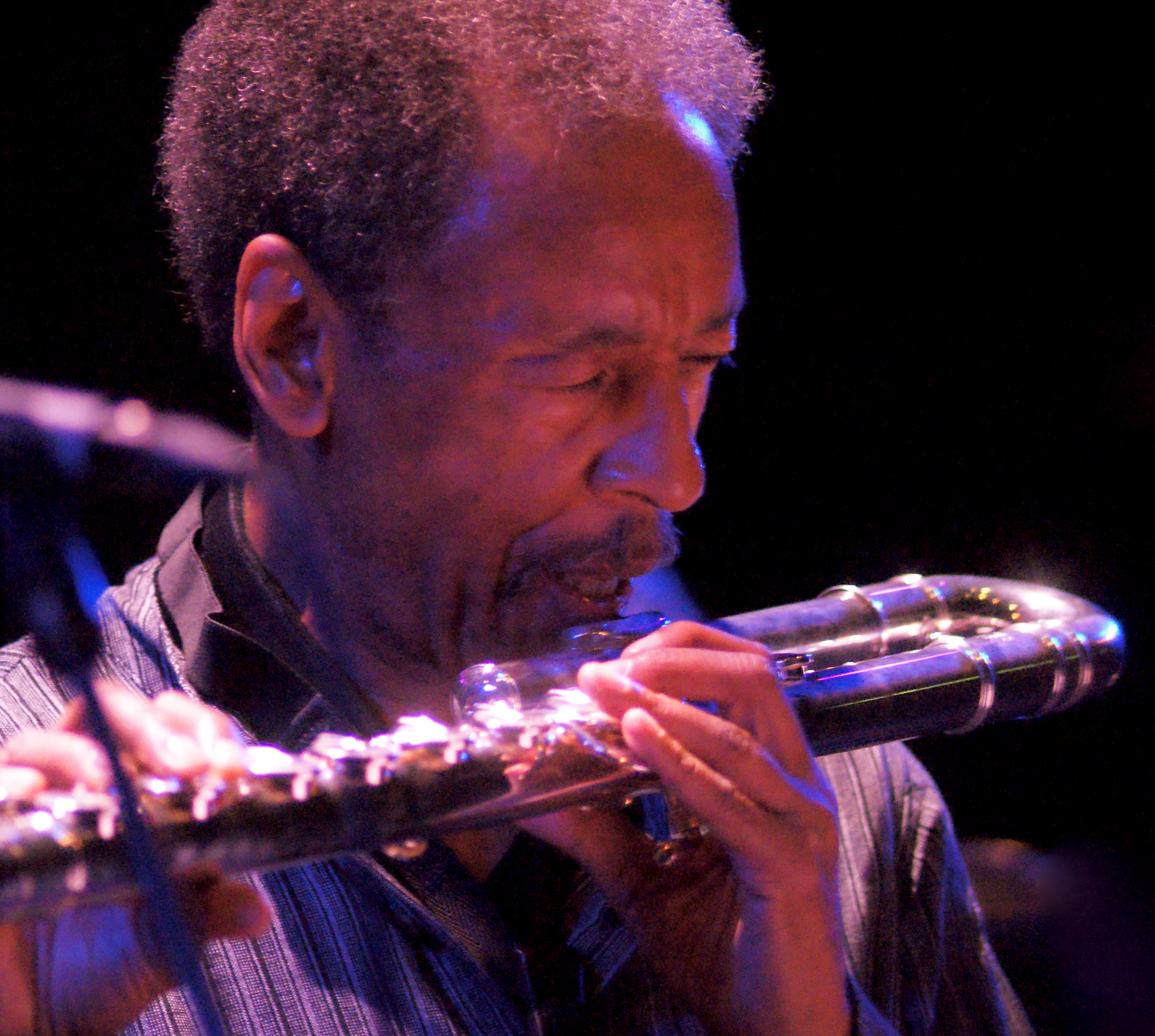
Henry Threadgill bei einem Auftritt mit seiner Band Zooid, 16. November 2011

Nach Ansicht von Mark F. Turner, der das Album in All About Jazz rezensierte, kreise Threadgill weiterhin um zukunftsweisende Ideen von Komposition und Improvisation; mit 71 Jahren habe seine Kreativität und sein neugieriges Feuer nicht nachgelassen. Wie in früheren Zooid-Veröffentlichungen werden die Ideen des Kontrapunkts von einem Quintett vollendeter Musiker gründlich untersucht, wobei jede Stimme autonom und doch verflochten ist, getrennte Interaktionen in harmonisch reichen Diskursen. Es zeige die Vertrautheit mit einigen zeitgenössischen klassischen Stücken, aber dies werde völlig auf den Kopf gestellt. Aber wenn msn genau hinhöre, könne man auch eingefügte Grooves und eklektische Musik hören, die sich nicht leicht in Genres oder Orte zuordnen lasse.
Ebenfalls in All About Jazz schrieb Dan Bilawsky, kein Künstler schaffe es, kompositorische Genauigkeit und unabhängiges Denken so zu vereinen wie Henry Threadgill. Seine Arbeit mit Zooid könne vielleicht als sein wichtigster Beitrag zur sich entwickelnde Kunstform des Jazz betrachtet werden. Wie immer setze Threadgill Grenzen und erstellt Regeln und Parameter, weist jedem Spieler bestimmte Intervallzellen oder Bewegungen zu, aber vieles wird auch dem Zufall überlassen. Diese Musik basiere „auf einer Erforschung kombinatorischer Möglichkeiten, unkonventionellem Kontrapunkt und Polyphonie und einer Verwischung der Grenze(n) zwischen Hintergrund- und Vordergrundplatzierung(en).“ Beim Hören des Albums, so der Autor in seinem Resümée, entstehe ein Gesamtbild, das mit intellektueller Neugierde, einer hohen Wertschätzung für die individuelle Freiheit und einer tiefen Leidenschaft für Erweiterung und Wachstum der kommunikativen Sprache und der Form geschaffen sei. „Der Individualismus Threadgills und die Brillanz von Zooid leuchten in diesem wahrhaft epischen Werk auf.“
„Ich kann mich ehrlich gesagt an keinen einzigen Tracktitel von Threadgill erinnern, denn jedes Album klingt wie eine kontinuierliche Reise mit kurzen Rastpausen“, meinte George Grella (Star Revue). Die Ausnahme hiervon bilde In for a Penny, In for a Pound, das, groß angelegt, viele Stimmungen duerchlaufe und  über weite Strecken auf Rhythmus und Groove verzichte. Es sei auf eine Weise komponiert, die für Musikpreis-Ausschüsse akzeptabler ist, die die Papiertradition der Notation schätzen und sie als anspruchsvoller ansehen als die mündliche Überlieferung vieler Jazzstücke. Es sei eine bemerkenswerte Platte, auch wenn man einfach nicht so viel mit dem Fuß und dem Kopf wippen werde wie bei den anderen Zooid-Veröffentlichungen. Allein oder als Symbol für Threadgills großartige Karriere habe es die Auszeichnung mehr als verdient.
John Fordham meinte im Guardian, auch wenn seine Anfänge im Chicagoer Free Jazz der 1960er-Jahre eine stürmische Klanglandschaft implizieren mögen, sei dieses Doppelalbum einladend warm und melodiös, auch wenn die Melodien und Rhythmen die sehnige Glätte von Aalen hätten. Das Album sei fesselnd melodisch für eine Improvisationsband – denn mit Threadgill stünde ein einzigartiger Navigator am Ruder.